# Isenfluh
Isenfluh ist eine Ortschaft in der politischen Gemeinde Lauterbrunnen im Verwaltungskreis Interlaken-Oberhasli des Kantons Bern in der Schweiz. Bis zum 31. Dezember 1972 war Isenfluh eine eigene politische Gemeinde. Am 1. Januar 1973 fusionierte sie mit der Gemeinde Lauterbrunnen. Das kleine Dörfchen liegt oberhalb der Strasse von Wilderswil nach Lauterbrunnen.

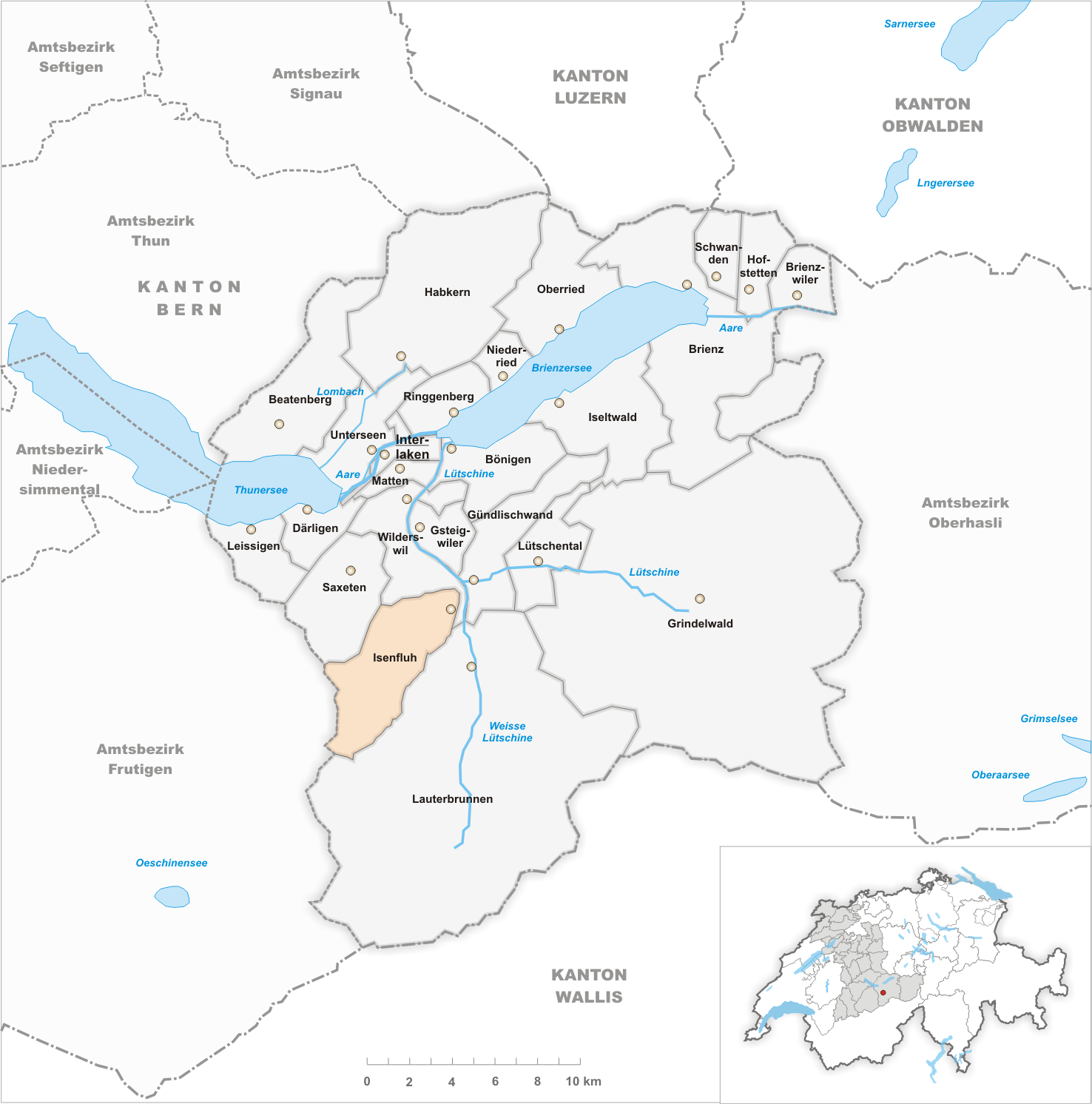
Gemeindestand vor der Fusion am 1. Januar 1973

## Geschichte
1319 wurde Isenfluh das erste Mal schriftlich als Ysenfluo erwähnt. Man vermutet, dass es sich um eine keltische Siedlung handelte und der Weiler Sulwald zuerst besiedelt war. In Isenfluh wurde 1401 das erste Mal der Zuzug von Lötschentalern nachgewiesen. Der Dialekt unterscheidet sich wesentlich von dem der anderen Taldörfer. Das Kloster Interlaken besass diesen kleinen Ort seit dem 14. Jahrhundert. Von 1528 an wurde es 270 Jahre lang von der Landvogtei Interlaken verwaltet.
Erst 1905 wurde ein einfacher Fussweg nach Lauterbrunnen gebaut. Vorher gab es nur eine Verbindung nach Gündlischwand. Ende der 1950/Anfang der 1960er Jahre wurde nach Verschüttung des Fussweges «die Strasse der Jugend» gebaut. Jugendliche, Schüler und Lehrlinge verbrachten eine bis mehrere Wochen dort und errichteten in Fronarbeit diese Strasse ins Tal.
1962/63 wurde die feste, asphaltierte Fahrstrasse gebaut. 1965 traten aber schon die ersten Probleme auf. Erste Risse im Hang machten immer wieder kleinere Reparaturen notwendig. Im Juli 1987 zerstörte ein Hangrutsch diese wichtige Verbindung und das Dorf war isoliert. Dank einer eilends gebauten Notseilbahn konnte das Dorf wieder erreicht werden. 1992 wurde das Dorf wieder an das Strassennetz angeschlossen. Dank einem einzigartigen, 1200 Meter langen, 360-Grad-Kehrtunnel kann man das Dorf wieder gefahrlos mit dem Auto erreichen.
Seit 1975 ist eine Luftseilbahn in Betrieb, die Isenfluh mit dem Weiler Sulwald verbindet.

## Einwohner
| Bevölkerungsentwicklung | Bevölkerungsentwicklung |
| Jahr                    | Einwohner               |
| ----------------------- | ----------------------- |
| 1764                    | 80                      |
| 1799                    | 107                     |
| 1850                    | 162                     |
| 1880                    | 176                     |
| 1900                    | 145                     |
| 1920                    | 118                     |
| 1930                    | 98                      |
| 1941                    | 68                      |
| 1950                    | 92                      |
| 1960                    | 65                      |
| 1972                    | 42                      |
| 1980                    | 54                      |
| 2006                    | 58                      |

Isenfluh litt ab 1880 unter einer starken Auswanderung. Bevorzugte Gegenden waren Kanada und der Kaukasus.

## Politik
Isenfluh gehört zusammen mit Wengen, Mürren, Gimmelwald, Stechelberg und Lauterbrunnen zur politischen Gemeinde Lauterbrunnen.

## Tourismus
Isenfluh ist Ausgangspunkt für Wanderungen und Schlittelfahrten. Die Suls-Lobhornhütte des Schweizer Alpen-Clubs (SAC) ist von Isenfluh in ein paar Stunden zu erreichen. Mit einer kleinen Luftseilbahn gelangt man zum Weiler Sulwald auf 1520 m. Sulwald ist ganzjährig bewohnt.

## Bilder

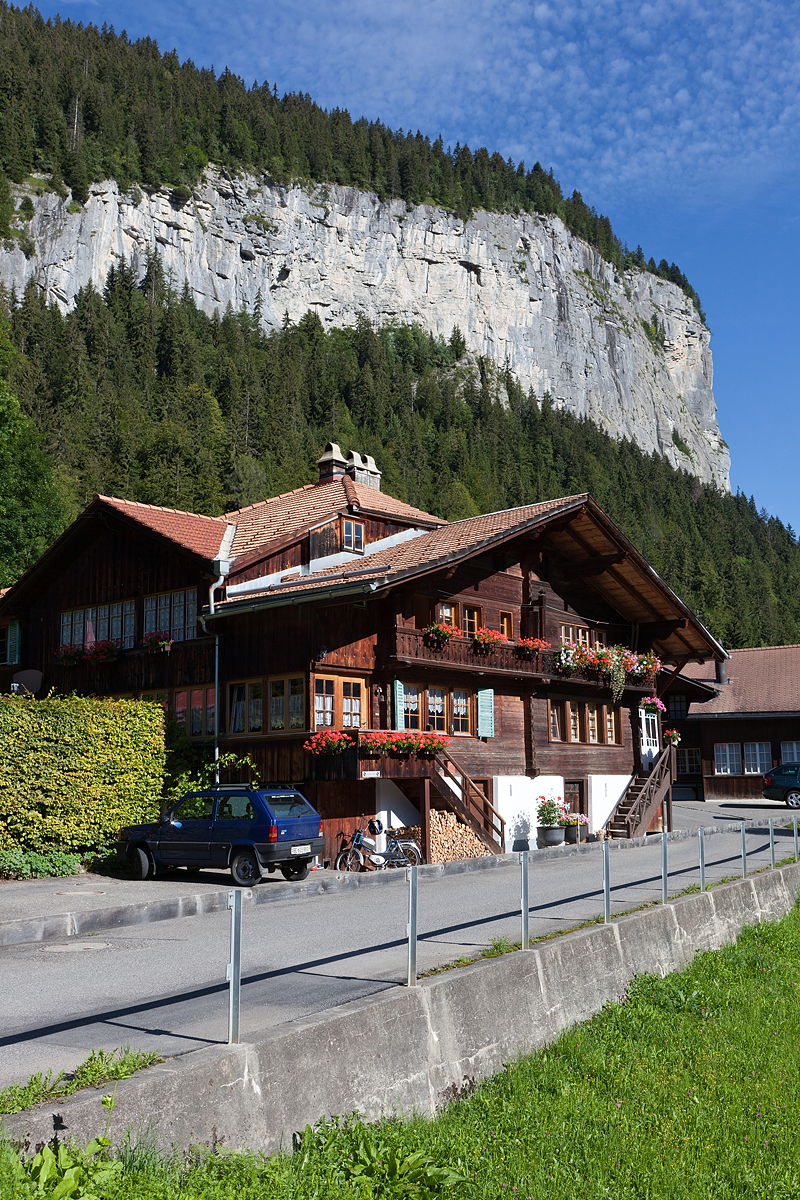
Ortstypisches Wohnhaus und Fluh
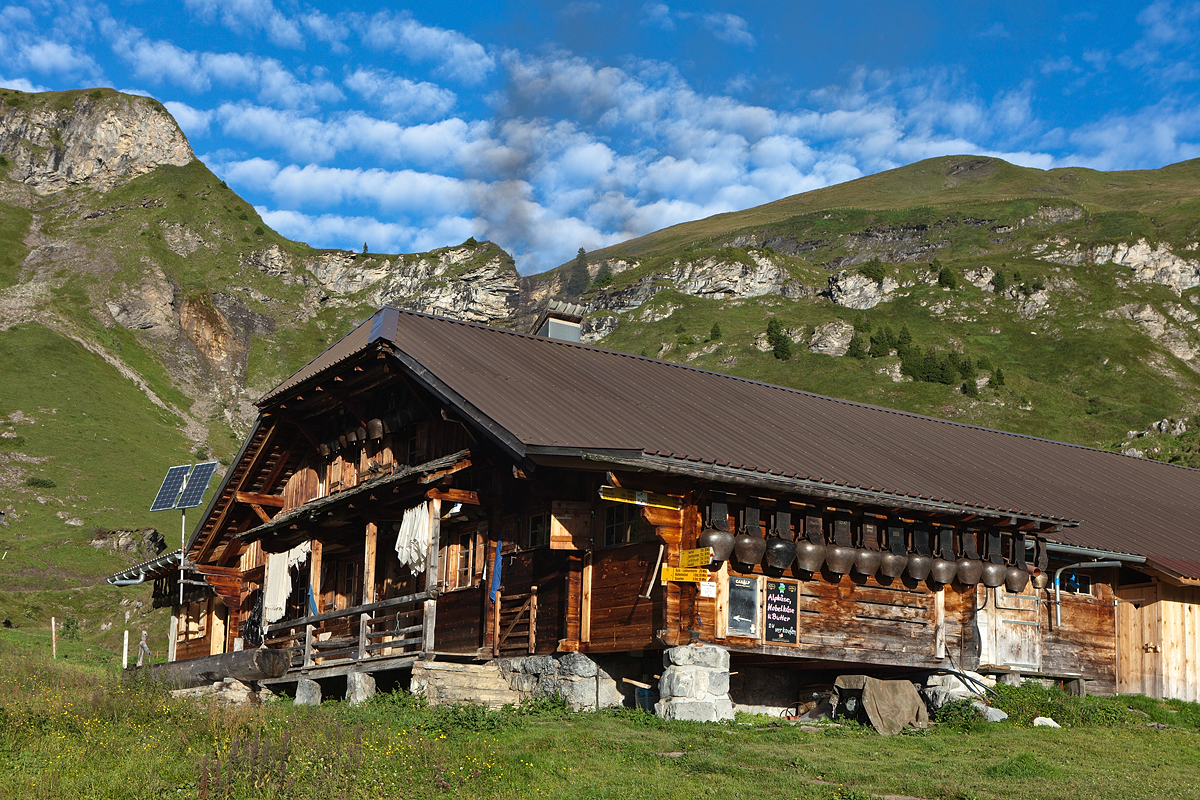
Sennhütte Sulalp
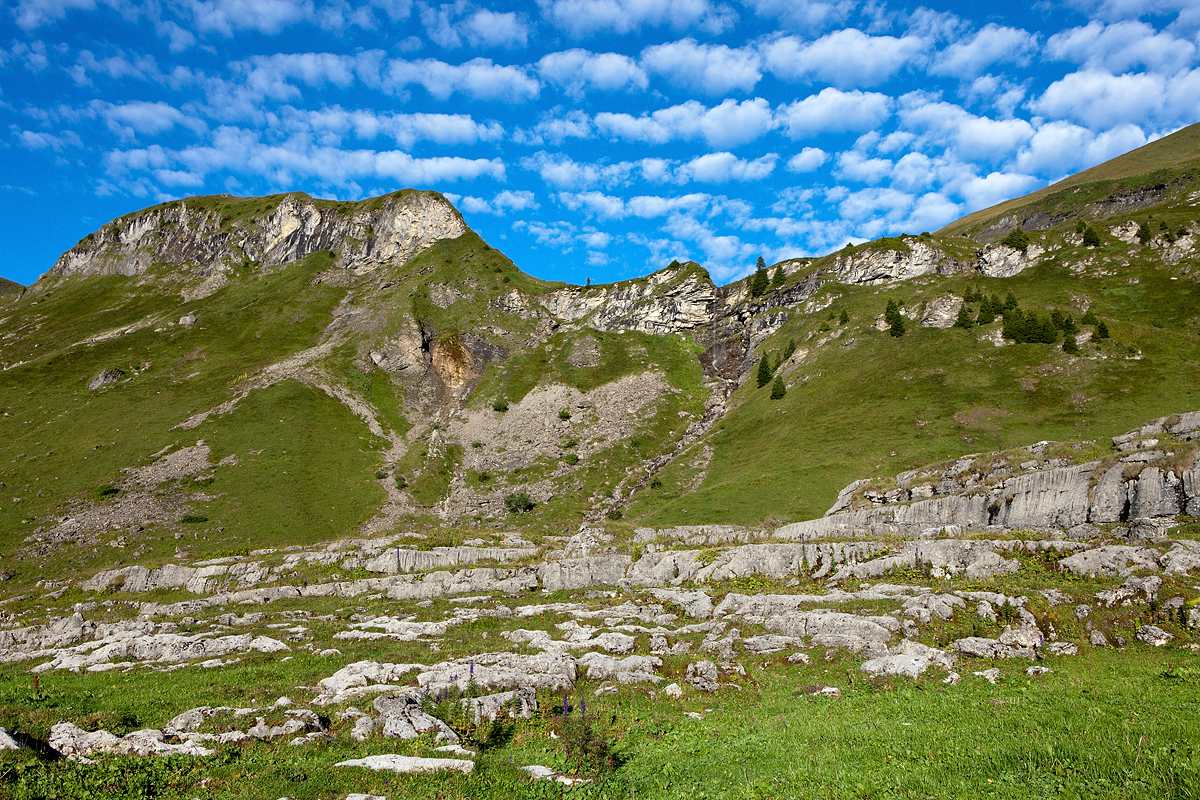
Karstfelder und Sulegg
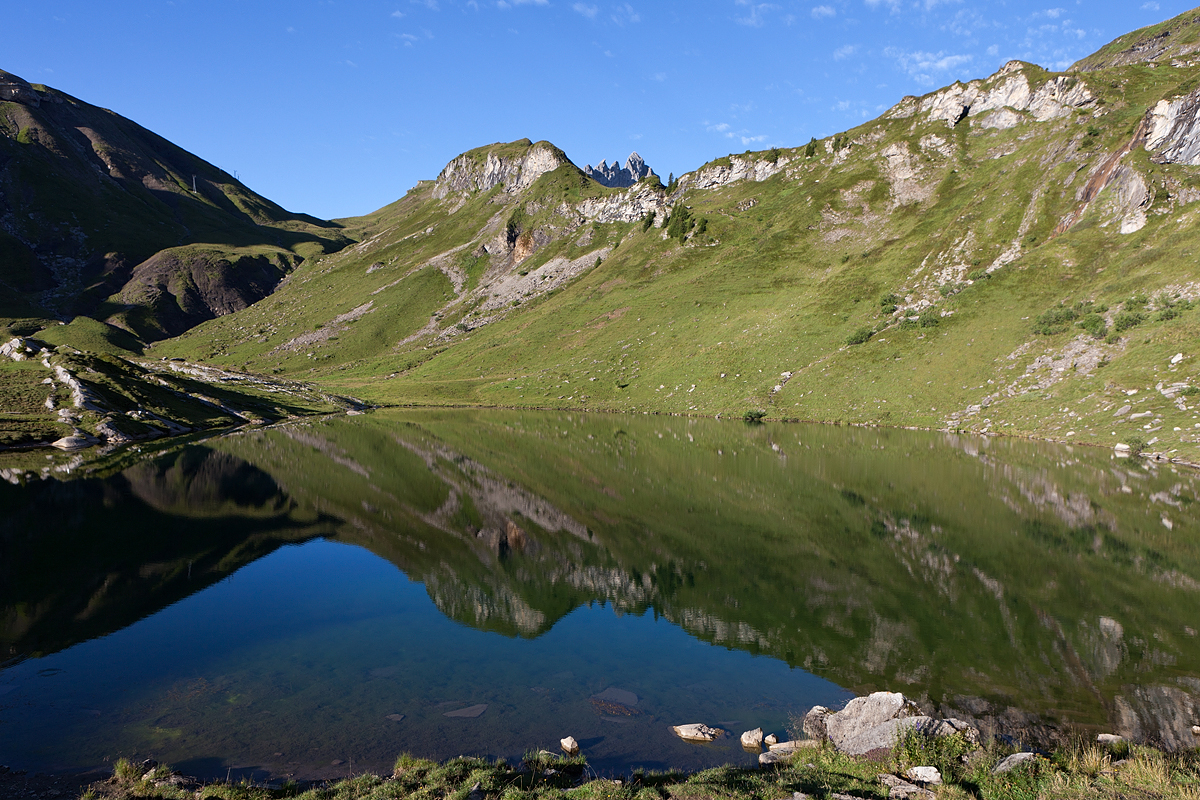
Sulsseewli
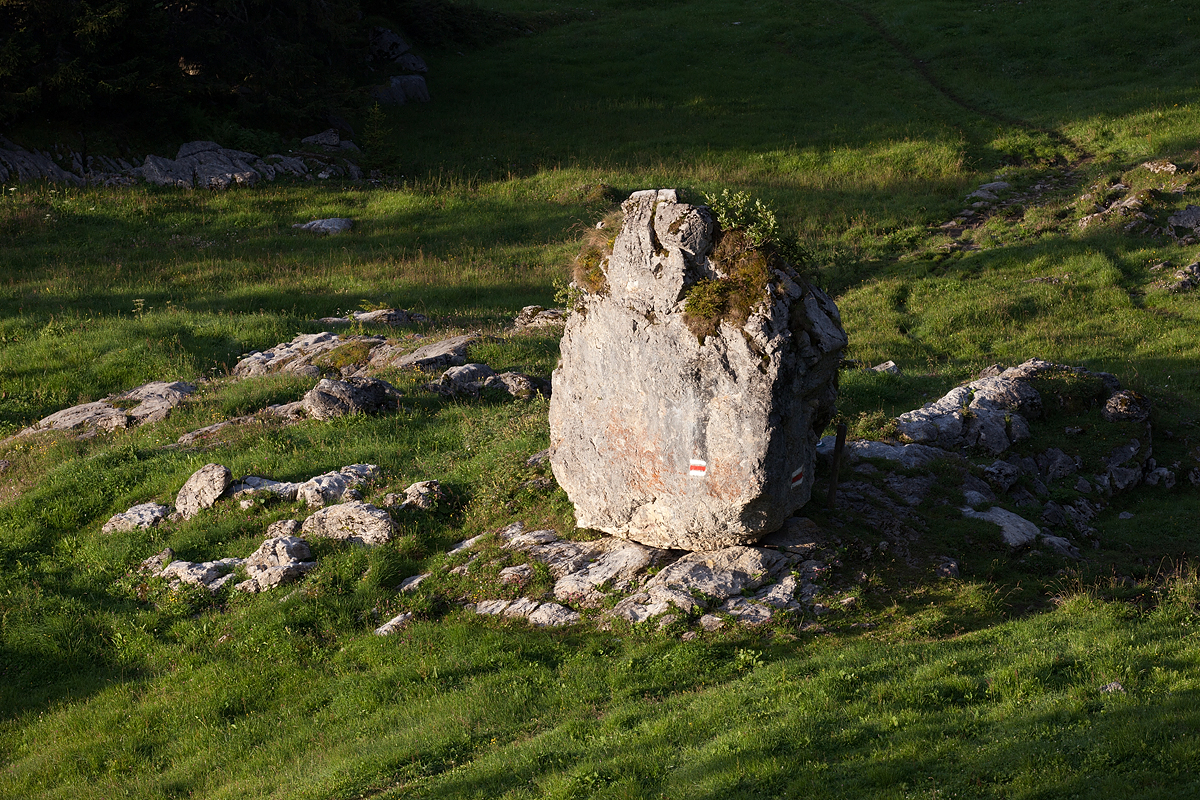
Kraftort: Chüebodmiblock
Anteilschein der Genossenschaft Luftseilbahn Isenfluh-Sulwald vom 15. März 1975

## Archiv
Das Archiv der ehemaligen Gemischten Gemeinde Isenfluh befindet sich im Gemeindearchiv Lauterbrunnen.